# Lijst van succesvolste Nederlandse films
Dit is een lijst van succesvolste Nederlandse films met de meeste bioscoop- en filmtheaterbezoekers in Nederland van Nederlandse filmproducties.
| Nr. | Jaar | Film                         | Regisseur                         | Aantal bezoekers | Taal                       | Bron        |
| --- | ---- | ---------------------------- | --------------------------------- | ---------------- | -------------------------- | ----------- |
| 1   | 1973 | Turks fruit                  | Paul Verhoeven                    | 3.338.000        | Nederlands                 | [ 1 ] [ 2 ] |
| 2   | 1958 | Fanfare                      | Bert Haanstra                     | 2.637.000        | Nederlands                 |             |
| 3   | 1955 | Ciske de Rat                 | Wolfgang Staudte                  | 2.433.000        | Nederlands                 |             |
| 4   | 1971 | Wat zien ik!?                | Paul Verhoeven                    | 2.359.000        | Nederlands                 |             |
| 5   | 1971 | Blue movie                   | Wim Verstappen                    | 2.335.000        | Nederlands                 |             |
| 6   | 1986 | Flodder                      | Dick Maas                         | 2.314.000        | Nederlands                 |             |
| 7   | 2014 | Gooische Vrouwen 2           | Will Koopman                      | 2.002.000        | Nederlands                 | [ 3 ]       |
| 8   | 2011 | Gooische Vrouwen             | Will Koopman                      | 1.920.000        | Nederlands                 |             |
| 9   | 1975 | Keetje Tippel                | Paul Verhoeven                    | 1.829.000        | Nederlands                 |             |
| 10  | 1963 | Alleman                      | Bert Haanstra                     | 1.665.000        | Nederlands                 |             |
| 11  | 1984 | Ciske de Rat                 | Guido Pieters                     | 1.594.000        | Nederlands                 |             |
| 12  | 1977 | Soldaat van Oranje           | Paul Verhoeven                    | 1.547.000        | Nederlands/Engels/Duits    | [ 4 ]       |
| 13  | 1992 | Flodder in Amerika!          | Dick Maas                         | 1.494.000        | Nederlands/Engels/Russisch | [ 5 ]       |
| 14  | 1962 | De overval                   | Paul Rotha                        | 1.474.000        | Nederlands                 |             |
| 15  | 2007 | Alles is Liefde              | Joram Lürsen                      | 1.325.000        | Nederlands                 |             |
| 16  | 1949 | Een koninkrijk voor een huis | Jaap Speyer                       | 1.292.000        | Nederlands                 |             |
| 18  | 1999 | Kruimeltje                   | Maria Peters                      | 1.136.000        | Nederlands                 |             |
| 19  | 1953 | Sterren stralen overal       | Gerard Rutten                     | 1.130.000        | Nederlands                 |             |
| 20  | 1980 | Spetters                     | Paul Verhoeven                    | 1.124.000        | Nederlands                 |             |
| 17  | 2009 | Komt een vrouw bij de dokter | Reinout Oerlemans                 | 1.253.000        | Nederlands                 |             |
| 21  | 1974 | Help, de dokter verzuipt!    | Nikolai van der Heyde             | 1.088.000        | Nederlands                 |             |
| 22  | 2006 | Zwartboek                    | Paul Verhoeven                    | 1.068.000        | Nederlands/Engels/Duits    |             |
| 23  | 2010 | New Kids Turbo               | Steffen Haars & Flip van der Kuil | 1.058.749        | Nederlands                 |             |
| 24  | 1984 | Schatjes!                    | Ruud van Hemert                   | 1.048.000        | Nederlands                 |             |
| 25  | 1981 | Ik ben Joep Meloen           | Guus Verstraete jr.               | 1.043.279        | Nederlands                 |             |
| 26  | 1988 | Amsterdamned                 | Dick Maas                         | 971.027          | Nederlands                 |             |